# Guillaume-Aubin de Villèle
Pour les articles homonymes, voir Villèle.
Guillaume-Aubin, comte de Villèle né le 12 février 1770 à Caraman et mort le 25 novembre 1841 à Bourges est un prélat français, notamment archevêque de Bourges.

## Biographie
Cousin de Joseph de Villèle et cousin germain de Guillaume Isidore de Montbel, Guillaume-Aubin de Villèle entra très jeune dans les ordres, émigra, fut ordonné prêtre à Dusseldorf le 30 mars 1793 et alla s'installer à Vienne.
Il fut, sous la Restauration, successivement évêque de Verdun (1817-1820), évêque de Soissons (1820-1824) et archevêque de Bourges et primat des Aquitaines (1824-1841). La même année, il fut nommé pair de France, et siégea dans la majorité.
Vers 1824, un vaste incendie détruit 104 maisons à Menetou-Salon. Alors archevêque de Bourges, il ordonne des quêtes dans son diocèse pour porter secours aux sinistrés.

## Distinctions
- Chevalier de la Légion d'honneur (2 mai 1839)[1]
- Grand-croix de l'ordre de Charles III

## Armes
| Image | Armoiries |
| ----- | --- |
|       | Guillaume-Aubin de Villèle († 1841), archevêque de Bourges, comte-pair de France. Parti émanché d'or et d'azur |

### Articles liés
- Liste des évêques de Verdun
- Diocèse de Verdun
- Liste des évêques de Soissons
- Diocèse de Soissons
- Liste des archevêques de Bourges
- Archidiocèse de Bourges